# Herencia de familia
Herencia de familia es un álbum de estudio de la banda mexicana Los Tigres del Norte lanzado por Fonovisa Records el 29 de junio de 1999, este álbum cuenta con 2 discos y un total de 19 pistas de audio, el álbum ganó el premio Grammy al mejor álbum norteño y también la posición 92 en la lista Billboard 200.

## Recepción de las críticas
Chandler J. de Allmusic elogio este álbum, dándole cuatro de cinco estrellas y diciendo; "es difícil evaluar Herencia en comparación con otros discos, porque Los Tigres fueron muy consistentes durante este período", y terminó diciendo; "que nadie independientemente de sus antecedentes quedará decepcionado".

## Lista de canciones
La lista de canciones es la siguiente:

| Disco 1 |                                  |                    |          |  |
| N.º     | Título                           | Escritor(es)       | Duración |  |
| 1.      | «La liebre»                      | Teodoro Bello      | 3:10     |  |
| 2.      | «Prisión de amor»                | Teodoro Bello      | 3:11     |  |
| 3.      | «No quiero tu lástima»           | Teodoro Bello      | 3:11     |  |
| 4.      | «Vamos a las Vegas»              | Ismael Gallego     | 3:01     |  |
| 5.      | «Por ser sinaloense»             | Francisco Quintero | 2:56     |  |
| 6.      | «Con la soga al cuello»          | Julio Salak        | 3:32     |  |
| 7.      | «Lágrimas (lágrimas al corazón)» | Rafael Rubio       | 4:03     |  |
| 8.      | «El no te dio nada»              | Teodoro Bello      | 3:22     |  |
| 9.      | «El cura»                        | Alfonso Armenta    | 3:41     |  |

| Disco 2 |                                                 |                                                        |          |  |
| N.º     | Título                                          | Escritor(es)                                           | Duración |  |
| 1.      | «El triunfo»                                    | Jesse Armenta                                          | 3:27     |  |
| 2.      | «Mi promesa»                                    | Jesse Armenta                                          | 3:57     |  |
| 3.      | «Ando amanecido»                                | Francisco Quintero                                     | 3:16     |  |
| 4.      | «La resortera»                                  | Teodoro Bello                                          | 3:23     |  |
| 5.      | «Adiós amigo»                                   | Francisco Quintero                                     | 3:44     |  |
| 6.      | «Libro de recuerdos»                            | Teodoro Bello                                          | 3:36     |  |
| 7.      | «Tu con él yo con»                              | Teodoro Bello                                          | 2:57     |  |
| 8.      | «El siete leguas»                               | Graciela Olmos                                         | 3:41     |  |
| 9.      | «Perdiendo el tiempo»                           | Teodoro Bello                                          | 2:50     |  |
| 10.     | «Popurrí:Allá en el rancho grande/La Valentina» | Juan del Moral Emilio D. Uranga José de Jesús Martínez | 4:29     |  |

## Personal
Personal según Allmusic:
- Alan Silfen - Diseño fotográfico
- Alfonso Armenta - Compositor
- Arjan McNamara - Mastering
- Danny Descalzo - Percusión
- Francisco Quintero - Compositor
- Graciela Olmos - Compositor
- Hernán Hernández - Arreglista
- Ismael Gallegos - Compositor
- James Dean - Ingeniero, Mastering, Mezcla
- Jessie Armenta - Compositor
- John Coulter - Diseño gráfico
- Jorge Hernández - Arreglista
- Luis Hernández - Arreglista
- Lupe Olivo - Arreglista
- Oscar Lara - Arreglista
- Rafael Rubio - Compositor
- Teodoro Bello - Compositor

## Listas
| Gráfica                           | Posición más alta |
| --------------------------------- | ----------------- |
| Billboard 200                     | 92                |
| Mejor álbum de música norteña     | 1                 |
| Billboard Top Latin Albums        | 2                 |
| Billboard Regional Mexican Albums | 1                 |